# Episodi di Cercami a Parigi (terza stagione)
La terza stagione di Cercami a Parigi è stata trasmessa negli Stati Uniti dal 21 agosto 2020 sulla piattaforma Disney+, mentre in Francia viene trasmessa dal 18 settembre su Hulu. È composta da 26 episodi che durano circa 25 minuti l’uno. In Italia viene trasmessa dal 7 Dicembre 2020 su Deakids.
| n. | Titolo originale      | Titolo italiano         | Prima TV USA   | Prima TV Francia  | Prima TV Italia  |
| -- | --------------------- | ----------------------- | -------------- | ----------------- | ---------------- |
| 1  | This is 1983          | Siamo nel 1983          | 21 agosto 2020 | 18 settembre 2020 | 7 dicembre 2020  |
| 2  | The Future of Dance   | La lettera di addio     | 21 agosto 2020 | 18 settembre 2020 | 8 dicembre 2020  |
| 3  | Pair Up               | Un partner per Lena     | 21 agosto 2020 | 18 settembre 2020 | 9 dicembre 2020  |
| 4  | Trouble in Paradise   | Nico il misterioso      | 21 agosto 2020 | 26 settembre 2020 | 10 dicembre 2020 |
| 5  | The New Girl          | La ragazza nuova        | 21 agosto 2020 | 26 settembre 2020 | 11 dicembre 2020 |
| 6  | Trip Down Memory Lane | Viaggio nei ricordi     | 21 agosto 2020 | 26 settembre 2020 | 14 dicembre 2020 |
| 7  | Slamming Doors        | Litigi                  | 21 agosto 2020 | 2 ottobre 2020    | 15 dicembre 2020 |
| 8  | Magic Kiss            | Un magico bacio         | 21 agosto 2020 | 2 ottobre 2020    | 16 dicembre 2020 |
| 9  | Old Friends           | Vecchi amici            | 21 agosto 2020 | 2 ottobre 2020    | 17 dicembre 2020 |
| 10 | Down to the Wire      | Sul filo di lana        | 21 agosto 2020 | 9 ottobre 2020    | 18 dicembre 2020 |
| 11 | Family Reunion        | Riunione di famiglia    | 21 agosto 2020 | 9 ottobre 2020    | 21 dicembre 2020 |
| 12 | The Nutcracker        | Lo Schiaccianoci        | 21 agosto 2020 | 9 ottobre 2020    | 22 dicembre 2020 |
| 13 | Four Heirs            | I quattro Eredi         | 21 agosto 2020 | 16 ottobre 2020   | 23 dicembre 2020 |
| 14 | The Deal              | L’accordo               | 21 agosto 2020 | 16 ottobre 2020   | 8 febbraio 2021  |
| 15 | You're All Out        | Scelte difficili        | 21 agosto 2020 | 16 ottobre 2020   | 9 febbraio 2021  |
| 16 | Operation Armando     | Operazione Armando      | 21 agosto 2020 | 23 ottobre 2020   | 10 febbraio 2021 |
| 17 | What If               | E se…                   | 21 agosto 2020 | 23 ottobre 2020   | 11 febbraio 2021 |
| 18 | Who's Got Talent      | Il talent show          | 21 agosto 2020 | 23 ottobre 2020   | 12 febbraio 2021 |
| 19 | Only the Best         | Solo i migliori         | 21 agosto 2020 | 30 ottobre 2020   | 15 febbraio 2021 |
| 20 | Rescue Mission        | Missione di salvataggio | 21 agosto 2020 | 30 ottobre 2020   | 16 febbraio 2021 |
| 21 | Video Undercover      | Il video segreto        | 21 agosto 2020 | 30 ottobre 2020   | 17 febbraio 2021 |
| 22 | Time to Train         | Il potere degli orologi | 21 agosto 2020 | 6 novembre 2020   | 18 febbraio 2021 |
| 23 | No Dance Today        | Oggi non si balla       | 21 agosto 2020 | 6 novembre 2020   | 19 febbraio 2021 |
| 24 | This Is It            | Il gran giorno          | 21 agosto 2020 | 6 novembre 2020   | 22 febbraio 2021 |
| 25 | The Chosen One        | Il prescelto            | 21 agosto 2020 | 13 novembre 2020  | 23 febbraio 2021 |
| 26 | Make It or Break It   | O la va o la spacca     | 21 agosto 2020 | 13 novembre 2020  | 24 febbraio 2021 |